# Chen Yun
Chen Yun (陳雲T, 陈云S, Chén YúnP; Qingpu, 13 giugno 1905 – Pechino, 10 aprile 1995) è stato un politico cinese.
È considerato uno degli "otto anziani del Partito Comunista Cinese".

## Biografia

### Organizzatore comunista
Nato a Qingpu (oggi parte di Shanghai), Chen Yun fu fin da giovane attivo nei movimenti operai, essendo egli stesso un operaio. Nel 1924 si iscrisse al Partito Comunista Cinese, ricevendo prevalentemente incarichi di organizzazione o inerenti all'ambito economico.
Quando durante la Spedizione del Nord (1926-1928) Chiang Kai-shek ruppe l'alleanza con i comunisti, nel 1927, Chen lasciò Qingpu, ma successivamente fece ritorno a Shanghai in incognito; nel 1930 venne eletto membro aggiuntivo del Comitato centrale del Partito Comunista Cinese. Rimase a Shanghai fino al 1933, quando riparò a Ruijin, capitale dell'allora Repubblica Sovietica Cinese, responsabile per il lavoro clandestino nelle "zone bianche", ovvero quelle controllate dal Kuomintang o comunque non sotto l'autorità dei soviet cinesi. Nel 1934 entrò nell'Ufficio politico e, successivamente, anche nel suo Comitato permanente.
Prese parte alla Lunga Marcia e, nel gennaio 1935, partecipò alla conferenza di Zunyi, che segnò la definitiva vittoria di Mao Zedong sulle fazioni del Partito a lui ostili. Chen tuttavia non completò la Marcia: in estate tornò a Shanghai, quindi a settembre fu inviato a Mosca come rappresentante cinese al Comintern. Fece ritorno in Cina nel 1937, recandosi nella base comunista di Yan'an e venendo nominato, in novembre, direttore del Dipartimento d'Organizzazione del CC del PCC, restandovi fino al 1944. In questo periodo scrisse numerosi saggi sull'organizzazione dedicati al "movimento di rettifica". A partire dal 1942 fu il principale responsabile economico delle zone controllate dai comunisti.

### Nella Repubblica Popolare
A seguito della costituzione della Repubblica Popolare Cinese nel 1949 per la vittoria nella guerra civile, Chen ricoprì un discreto numero di incarichi, fra cui vice primo ministro (1949-1966), presidente della Commissione governativa di economia e finanza (1949-1954), presidente della Commissione statale per le infrastrutture (1954-1958), ministro del Commercio (1956-1958). Nel 1954 diresse la commissione governativa incaricata di abbozzare il primo piano quinquennale. Con la promozione a vicepresidente del Comitato Centrale del partito a seguito dell'VIII Congresso nel settembre 1956 e l'incarico di capo di un gruppo dirigente ad hoc del partito, Chen Yun fu a tutti gli effetti a capo della pianificazione economica cinese.
Verso la fine degli anni Cinquanta, Chen, come Mao, respinse decisamente l'idea di copiare meccanicamente l'esperienza sovietica, specialmente in campo economico. Nonostante questa comunione d'intenti nella critica, le soluzioni esposte dai due statisti cinesi erano radicalmente differenti: mentre Mao auspicava la mobilitazione delle masse popolari e la collettivizzazione agricola mediante le comuni popolari, Chen era per una maggiore apertura al libero mercato e la decentralizzazione. In ogni caso la linea di Mao ebbe la meglio e nel 1958 fu lanciato il Grande Balzo in Avanti.
Il Grande Balzo fu al centro della contesa fra la fazione di Mao e quella di Liu Shaoqi. Chen, benché critico del Balzo, scampò alla campagna contro l'«opportunismo di destra» perché assente alla Conferenza di Lushan, teatro di un acceso scontro fra Mao e Peng Dehuai. Successivamente, Chen tornò ai propri incarichi economici con il compito di mettere fine alle politiche del Balzo, ma già nel 1962 si ritirò dalla partecipazione attiva al governo dopo essere stato criticato duramente da Mao per avere proposto di introdurre il sistema di responsabilità familiare nelle campagne, e fu sostituito da Lin Biao come vice primo ministro esecutivo nel 1965.
Allo scoppio della Rivoluzione Culturale nel 1966, Chen, benché mai citato dalla stampa nazionale, venne criticato dalle guardie rosse come per aver perseguito la «via economica capitalista» dei primi anni Sessanta. Spogliato di tutte le cariche, eccetto quella di membro ordinario del Comitato Centrale, alla fine del 1969 fu esiliato nelle campagne di Nanchang. Poté tornare a Pechino solo nell'aprile 1972, prima come consulente del Ministero del Commercio Estero, quindi come vicepresidente del Comitato permanente dell'Assemblea popolare nazionale dal gennaio 1975.

### L'epoca del "socialismo di mercato"
Con la morte di Mao Zedong e l'esautorazione della banda dei quattro, i sostenitori di Liu Shaoqi e nemici della Rivoluzione Culturale tornarono a guadagnare sempre più influenza. Nel 1977 Chen sfruttò la fiducia in lui dell'allora vicepresidente Ye Jianying per farsi promotore della riabilitazione di Deng Xiaoping, che effettivamente avvenne.
Ad una conferenza di lavoro del Comitato Centrale nel novembre 1978 lanciò i primi attacchi contro l'epoca maoista, sollevando sei questioni da porre alla III sessione plenaria del IX Comitato Centrale che si sarebbe dovuta tenere in dicembre (le «sei questioni» erano le purghe di Bo Yibo, Tao Zhu, Wang Heshou, Peng Dehuai, la valutazione dell'incidente di Tiananmen del 1976 e gli «errori» di Kang Sheng); la sessione effettivamente fu molto importante perché rappresentò l'ascesa definitiva di Deng e dei suoi alleati. In occasione di questa sessione, Chen venne rieletto nell'Ufficio politico e nel Comitato permanente, nonché vicepresidente del Partito e primo segretario della Commissione centrale per l'Ispezione disciplinare. Da questi incarichi, Chen Yun si occupò della riabilitazione dei quadri destituiti negli ultimi anni del maoismo, fra cui lo stesso Liu Shaoqi, e fu tra i redattori della risoluzione del Comitato Centrale del 27 giugno 1981 che condannò la Rivoluzione culturale.
Inoltre, a partire dal 1979, Chen Yun ricevette nuovamente le cariche di vice primo ministro e presidente della Commissione di economia e finanza per aiutare Deng Xiaoping a mettere a punto le sue riforme economiche di apertura al libero mercato, mettendo in pratica ciò che aveva ipotizzato già negli anni '50. Sostenne però sempre il mantenimento dell'autorità del Partito, che doveva essere per lui un punto fermo. Nonostante le riforme, egli negò sempre il fatto che la Cina avesse intrapreso la via del capitalismo, ma anzi sostenne che le riforme di mercato dovessero essere coordinate dallo Stato per impedire la caduta del socialismo. Tale fu la sua teoria dell'«uccello in gabbia», secondo cui l'economia privata doveva essere libera di svilupparsi in via indipendente nei limiti della pianificazione statale. A questo scopo nel 1983 fu tra i principali promotori della campagna contro l'inquinamento spirituale, il cui obiettivo era proprio eliminare le influenze culturali occidentali. Fu anche il promotore di bonus speciali per gli operai delle imprese statali, che però si rivelarono inutili e soprattutto non risolsero il grave problema della crescente povertà dei lavoratori agricoli. Più avanti, Chen cominciò ad opporsi all'allargamento delle riforme, che egli vedeva come una minaccia all'autorità del Partito. In particolare contrastò l'istituzione delle Zone Economiche Speciali, ma non si dichiarò mai totalmente contrario ad esse. Inoltre, non sfidò mai l'autorità di Deng.
Nel 1987 Chen fu tra i dirigenti storici pensionati per lasciare il passo alla nuova generazione di quadri, ma venne comunque nominato presidente della Commissione consultiva centrale, che raggruppava i principali veterani del PCC, in sostituzione dello stesso Deng. La sua influenza fu particolarmente evidente nel 1989, quando il triumvirato ufficioso composto da lui, Deng Xiaoping e Li Xiannian ebbe l'ultima parola circa la repressione degli studenti che protestavano in piazza Tienanmen e l'avvicendamento di Jiang Zemin a segretario generale del Partito.
Chen Yun scomparve dalla scena politica nel 1992, quando la Commissione venne sciolta, e morì il 10 aprile 1995. Le sue idee sulla centralità del Partito vengono a volte considerate un fondamento della teoria delle tre rappresentanze di Jiang Zemin, mentre la sua critica delle riforme pare essere alla base del concetto dello sviluppo scientifico di Hu Jintao, che mira ad una più stabile sistemazione delle riforme per evitare il caos economico degli anni Ottanta e Novanta.
Nel 2005, il centenario della nascita di Chen Yun fu celebrato dalla stampa cinese con numerosi articoli adulatori verso i suoi contributi per il Partito e lo Stato.